# Väino Aren
Väino Aren (ur. 11 sierpnia 1933 we wsi Pala, zm. 18 kwietnia 2023 w Tallinnie) – estoński tancerz baletowy, aktor teatralny, operowy i filmowy.

## Kariera
Urodził się 11 sierpnia 1933 roku we wsi Pala w hrabstwie Tartu, studiował w Vanemuine Ballet Studio w Tartu. Od 1953 do 1955 studiował w Leningradzkiej Szkole Choreograficznej. W 1959 ukończył Tallińską Szkołę Choreograficzną.
Od 1950 do 1971 (z przerwami) był solistą baletu w Teatrze Estonia; od 1971 do 1975 solista operetki, a od 1978 kierownikiem sceny Teatru Estonia. Grał także w filmach i serialach telewizyjnych, takich jak jego długoletnia rola jako Kristjan w serialu dramatycznym Õnne 13 od 1993 do śmierci w 2023 roku.

## Życie prywatne
Ojciec Väino Arena był kolejarzem, a matka nauczycielką w przedszkolu. Jego starszym bratem był aktor Rein Aren.
Aren był żonaty z baletnicą i częstą partnerką sceniczną Helju Aren. Byli małżeństwem aż do jej śmierci w 1984 roku. Następnie Aren był partnerem śpiewaczki operowej Anu Kaal od 1986 roku.
Aren zmarł 18 kwietnia 2023 roku w wieku 89 lat.